# BazileBustamante
 (juin 2025).
BazileBustamante est un collectif d'artistes français.
De 1983 à 1987, Bernard Bazile travaille en collaboration avec l'artiste Jean-Marc Bustamante sous le nom de « BazileBustamante ».
L'œuvre de BazileBustamante réagit à partir de 1983, à la surprésence de l'art conceptuel des années 1970 qui nie l'objet au profit de l'idée. BazileBustamante réifie l'objet (la sculpture, la peinture, ou la photographie) et propose des objets hybrides réalisés à partir des codes génériques de la représentation qui agissent de manière critique en détournant les formes conventionnelles du registre de la décoration et de la signalétique.
Ils ont réalisé en quatre ans près de 50 œuvres qui ont été montrées de manière extensive au musée Saint-Pierre de Lyon en 1986 et différentes galeries comme la Galerie Crousel- Hussenot Paris 1984 (catalogue), galerie Barbel Grässlin Francfort et Philippe Nelson Villeurbanne 1986, galerie Micheline Szwajcer Anvers 1987. Ils ont aussi participé à de nombreuses expositions de groupe. Bernard Bazile et Jean-Marc Bustamante ont dissous le groupe en février 1987.